# Parafia Przemienienia Pańskiego w Bydgoszczy
Parafia pw. Przemienienia Pańskiego w Bydgoszczy – rzymskokatolicka parafia w Bydgoszczy, erygowana w 1983 roku. Należy do dekanatu Bydgoszcz I.